# Vidám Színpad (Budapest, 1951–1996)
A Vidám Színpad mint a főváros politikai kabaréja 1951. szeptember 12-én nyitotta meg kapuit a Révay utca 18. alatt a Vidám Színház helyén. A Kamara Varieté kiegészített társulatából alakult Gál Péter művészeti igazgatásával. Politikai – időnként propaganda célú – kabaréműsort játszottak. A Fővárosi Közgyűlés 1996. december 31-ével, jogutód nélkül szüntette meg.

## Története
Kezdetben a VI. és VII. kerületi kispolgárok nézték előadásaikat, később már Budapest valamennyi nagyobb üzeméből is látogatták a színházat. Konferansziéi közül kiemelkedett Darvas Szilárd, Szuhay Balázs, Brachfeld Siegfried, Kósa András, Kazal László, illetve az első időkben Kellér Dezső.
1951. szeptember 12-én a Révay utca 18-ban alakult át és újjá Vidám Színpad néven az addigi Kamara Varietéből kivált kabarérészleg kibővült társulata, melynek alapítója és igazgatója 1957-ig Gál Péter rendező volt. Ebben az időszakban a színház gazdasági vezetője Sebestyén Dezső, főrendezője Hegedűs Tibor, a dramaturg Szenes Iván, a díszlettervező Vogel Eric, zenei vezetője pedig Fényes Szabolcs volt. A politikai kabaréban két darab között a függöny előtt lejátszódó jeleneteket, magánszámokat, dalokat adtak elő, nagy figyelemmel a műfaj akkori haladó hagyományaira, amelyet aktuális tartalommal alkalmaztak. Gál így fogalmazta meg műsor-politikáját: „Élesíteni akarjuk a kritikát. Úgy neveljük a mai embert, hogy fonákságait saját életkörülményei közepette mutatjuk meg. Műsorunkon szerepelnek majd, modern íróink művei mellett, a régi magyar haladó humoristák, orosz és más külföldi szatirikusok művei.” 1957-től 1967-ig Fejér István töltötte be az igazgatói posztot, aki újságíró és számos kabaréjelenet írója volt. Dramaturgként Nemes Zoltánt és Révész Pál alkalmazta, rendezői Zsudi József és Kalmár Tibor voltak. 
A Vidám Színpad 1951-es létrehozásával a hatalom azt kívánta kifelé demonstrálni, hogy „lám, nálunk is van szólásszabadság”, miközben valójában ezt, a Magyarországon a 20. század eleje óta virágzó műfajt – olyan szerzőkkel, mint Ady, Kosztolányi, Móricz, Zilahy, Szép Ernő, Karinthy, Nagy Endre és Békeffi László – is megpróbálta szolgálatába állítani. Kellér Dezső is alapító tagja lett a színháznak, amiben tizenkét éven át dolgozott, majd ami megalakulásának 15. évfordulóján örökös tagjává választotta. Az ő szellemes, bölcs megfontoltsággal tudta, hogy „meddig lehet elmenni”, addig a határig, ami a közönséget továbbgondolkodásra késztette.
A Fővárosi Vígszínház nevű operettszínház felszámolása után annak kamaraszínháza, a Fővárosi Kis Színpad 1954-től 1971-ig, a Jókai tér 10. szám alatt (később a Kolibri Gyermek- és Ifjúsági Színház), a Vidám Színpad kamaraszínházaként működött Kis Színpad néven. Többnyire egész estét betöltő bohózatok, zenés vígjátékok szerepeltek játékrendjén. Itt debütált színházi színpadon többek között Hofi Géza is.
A komikusok és különféle kabaréműsorok főszereplői népszerűségét az 1960-as évekre a televízió addig nem ismert módon lendítette fel. Ez tette lehetővé, hogy a Vidám Színpad, illetve a Kis Színpad csaknem kizárólag színész centrikus műsorpolitikát folytasson. Így például egyes műsorok kifejezetten Kabos Lászlóra voltak szabva, míg másokban Rozsos István, Salamon Béla, Kazal László, Kibédi Ervin vagy épp Keleti László remekelhetett.
1967-től Róna Tibor volt a színház igazgatója és íróként meghatározó személyisége. Módszere eltért Kellérétől, ő egyenesen kimondatott mindent, hogy aztán egy 180 fokos fordulattal a negatív véleményt pozitívra fordítsa. Nevéhez fűződik a személyi kultusz hagyatékának felszámolása.
1971-től Abody Béla, majd 1976-tól Szalay József vezette az intézményt. Ők azonban nem tudtak elődeik egyéniségéhez felérni. A Jókai téri Kis Színpad 1971-es elvétele és a Bábszínházhoz csatolását követően a Vidám Színpad egyre inkább repertoár színház lett, műsorán már a zenés vígjátékok vitték a prímet. A kezdetben csak kabarét játszó színház fő műfaja lassan másodlagos szerepbe került. Az emeleten 1979 márciusában Kis Színház néven új kamaraszínpad létesült, ami nyitó-előadása a Dobogón vagyunk című kabaré volt és ezzel együtt ismét megjelent Kellér Dezső a társulat élén.
1982-től Bodrogi Gyulát kérték fel az igazgatói poszt betöltésére, aki azonnal egy új gazdálkodási rendszert vezetett be. Igazgatása alatt vált színházzá az elsősorban kabaréként működő intézmény, ami a mulattatás sokféle változatát nyújtotta közönségének (a kabarék mellett magyar és külföldi zenés komédiákkal, emlékműsorokkal, önálló estekkel), amiért 2002-ben a főváros és az átalakult Vidám Színpad a Vidám Színpad örökös tagja elismerésben részesítette. Kidolgozta és sikerrel bevezette a „vállalkozói színház gazdálkodási rendszerét”. Kísérleti gazdálkodásra vette át a Vidám Színpadot. Az évek során önkormányzati támogatás nélkül csapatával felújították a nézőteret és megépítették a Kisszínházat. Bár a jegyekből ezt nem lehetett kitermelni, olyan helyzetet teremtett a szponzoroknak, így például ők adtak el először színházi páholyokat, cég-akciókat hívtak életre. Voltak azonban olyan hangok is, melyek szerint a Vidám Színpad az 1980-as években elveszítette jelentőségét. 1990-ben a Straub Dezső az általa működtetett Aktor Kulturális és Szolgáltató Betéti Társaság elnökeként átvette a színház két ráfizetéses részlegét: a ruhatárat és a nézőtéri felügyeletet, majd minden második szombatra kibérelte a színpadot is ifjúsági előadásokra, amiből országos tehetségkutató pályázatot hirdettek, Tinisztár kerestetik címmel. 1996-ban a Vidám Színpad megrendezte az MTM Kommunikáció által szervezett 15 előadásból álló Nyári Vígjátéki Fesztivált.
1996 nyarán a Fővárosi Közgyűlés 1227/1996. (VIII. 29.) számú határozatában a Vidám Színpadot, mint a Fővárosi Önkormányzat által fenntartott költségvetési intézményt jogutód nélkül megszüntette 1996. december 31-i hatállyal. Épületében – a színházak között az elsők egyikeként – ugyanezen a néven közhasznú társaság alakult. Az addig a Vidám Színpad intézmény kezelésében lévő fővárosi önkormányzati lakásokat pedig a forgalomképes vagyonkörbe sorolták.

## Igazgatói
- Gál Péter (1951–1957)
- Fejér István (1958–1967)
- Róna Tibor (1967–1970)
- Abody Béla (1971–1975)
- Szalay József (1976–1982)[18]
- Bodrogi Gyula (1982–2001)

## Örökös tagok
- Kellér Dezső (1966-ban)
- Fejes Teri[19]
- Kibédi Ervin (1994-ben)[20]